# Sayf al-Din Sulayman Bey I
Sayf al-Din Sulayman Bey I fou el primer emir de la dinastia dels Ashraf Oghullari (de vegades esmentats com Ashràfides).
Nomenat pel sultà seljúcida de Konya o Rum Ghiyath al-Din Kaykhusraw III (1265–1284) com a amir de les marques militars, va tenir un paper rellevant a la mort (execució) d'aquest (març de 1284) a mans dels mongols ilkhànides. El seu successor, Ghiyath ad-Din Masud II fou col·locat pels mongols al tron (juny de 1284), es va haver d'enfrontar a la mare de Kaykhusraw III que defensava els drets del seu net, i aprofitant una absència de Masud II i al no trobar oposició en els mongols, va demanar ajut al ashràfida Sulayman Bey I, i el va nomenar Konya com a regent del príncep Ala al-Din Kai Kobad III al que corresponia la successió (14 de maig de 1285). Però Masud II, que era a Kayseri i que tenia el suport dels mongols, es va desfer aviat de Kai Kobad III i del seu germà, i va agafar altra vegada el poder, mentre Sulayman es va haver de retirar a Beyshehri (també apareix com Beysheri).
El 1288 Sulayman es va sotmetre a Masud i va poder retornar a Konya. Sulayman llavors va servir fidelment a Masud; aquest considerava el seu germà Siyawush com un rival i Siyawush fou enviat a la seu del govern de Sulayman a la vila de Beyshehri, amb el suposat encàrrec de demanar la mà de la filla d'Ashraf; i tal com estava convingut, en arribar Sulayman va fer empresonar a Siyawush. Però llavors va intervenir el karamànida Güneri Bey, aliat de Siyawush, que va exigir el seu alliberament, i Sulayman el va haver de deixar anar i el va enviar a Konya. Tot i la seva decisió, no es va lliurar d'un atac que algun temps després va fer el karamànida, però el va poder rebutjar.
També va patir els atacs del general ilkhànida i ara kan Gaykhatu (1291) que li va causar serioses pèrdues. Vers el 1295 es va començar a recuperar i va conquerir la fortalesa de Gevele prop de Konya.
Va morir el 27 d'agost de 1302 i fou enterrat al mausoleu construït (1302) al costat de la mesquita de Beyshehri, que vers el 1290 havia estat reanomenada Sulaymanshehri. En aquesta ciutat havia fet diverses construccions, entre les quals la mesquita (1296), el mausoleu (1302) i la restauració de la fortalesa (1290).
El va succeir el seu fill gran Mubariz al-Din Muhammad Bey.